# Kerivoula lenis
Kerivoula lenis är en fladdermusart i familjen läderlappar som förekommer i Sydostasien. Den listades en tid som synonym till Kerivoula papillosa men sedan 2003 godkänns den som art.
Arten har 37 till 41 mm långa underarmar. Ett exemplar från Indien var 41 mm lång (huvud och bål) och hade en 48 mm lång svans. Pälsen är på ovansidan brun till ljusbrun och vid buken ännu ljusare. Kerivoula lenis har långa trattformiga öron med en spetsig tragus. Skallen och tanduppsättningen är kortare än hos Kerivoula papillosa.
Denna fladdermus förekommer på södra Malackahalvön och på södra Borneo. Det finns dessutom två avskilda populationer i södra Bangladesh och i angränsande områden av Indien samt i södra Indien. Kerivoula lenis hittades bland annat i skogar men det behövs mer undersökningar angående artens habitat.
Kerivoula lenis vilar i trädens håligheter och i det täta bladverket.
Arten förekommer i olika naturskyddsområden. Den listas av IUCN som livskraftig (LC).